# Разложко-чепинска къща
Разложката къща, среща се и като Пиринска къща, е архитектурен тип традиционна възрожденска къща. Разпространен е в Разложката котловина и по склоновете на Пирин, Рила и Родопите.

## Къща
Представлява масивна каменна постройка с много стаи. Във всяка от тях има камина. По цялата южна фасада има широк чардак, а върху стопанските постройки често се прави тераса. Приземието е високо с видима каменна зидария. Етажът е с измазани в бяло стени. Характерни са няколкото реда дебели дървени греди под стрехата, които поддържат покрива.
Разложката къща е с преддверие, наречено боария, което служи за изолация през студените зими. Храната се приготвя в отделна стая с пещ, наречена брашненик или масленик. Свързва се с покрива, който се използва като допълнително складово помещение чрез стръмна стълба.
В съседство с чардака е колибата, която представлява открита широка дъсчена тераса. Дъските са под наклон, за да се оттича дъждовната вода. Използва се за простиране на дрехи, за сушене на зърна.
В някои къщи има изграден кимѐр. Той се намира под къщата и е скрит с таен вход и изход. Слиза се в него през железни тежки врати. Използва се за скриване на хора и вещи при опасност.
Към този тип къщи спада и банската къща, която е с вътрешни преградни стени, а южните външни стени са паянтови. В тях или в долепена до нея кула са устроени скривалища.
Характерни примери за разложка къща са Лулевата къща и Парцовата къща в Якоруда, както и Буйновата къща, Веляновата къща и Сирлещовата къща в Банско.

## Двор
В двора се влиза чрез солидно изградена порта с керемиден покрив. Състои се от две врати – голяма и малка порта. Голямата порта има две крила. През нея влизат колата и товарните животни. В долния ѝ край е прикована дъсчица с издялана глава. В двора има чешма или бунар, както и градина с овощни дървета, зеленчуци и цветя. Чрез дървена стълба от двора се достига до чардака.
На двора се намира и обора (по̀дник) за добитъка и кочина за свинете. Тоалетната (нужник) е разположена също на двора, в близост до бунището.